# Santa Maria Regina dei Cuori
Santa Maria Regina dei Cuori är en kyrkobyggnad i Rom, helgad åt Jungfru Maria och särskilt åt hennes roll som Hjärtanas drottning. Kyrkan är belägen vid Via Romagna i Rione Ludovisi och tillhör församlingen Santa Teresa d'Avila.

## Historia
Kyrkan uppfördes åren 1903–1913 för Compagnie de Marie, en manlig missionskongregation, grundad av Louis-Marie Grignion de Montfort år 1705. Arkitekten Tullio Passarelli ritade kyrkan i nyromansk stil i distriktet Ludovisi, som då genomgick en häpnadsväckande urbanistisk utveckling. Kyrkan konsekrerades den 31 maj 1913 av kardinal Vincenzo Vannutelli.
Fasaden har en liten portalbyggnad med kolonner; på kapitälen ses grupper av demoner. Ovanför kyrkans ingång sitter en lågrelief som framställer Bebådelsen. Interiören är enskeppig med absid. Högaltaret har marmorskulpturen Jungfru Maria och Barnet med den helige Louis-Marie Grignion de Montfort och ärkeängeln Gabriel, ett verk av Paolo Bartolini. Glasmålningarna med scener ur Jungfru Marie liv är utförda av Joseph Osterrath.